# قراص البحر
قُرّاصُ البَحْرِ أو أبو جِرْيُون هو جنس من قناديل البحر ذو لسعة مزعجة للسباحين.

## الأنواع
من أنواعه:
- قنديل البحر الأرجواني المخطط (Russell 1964) - purple-striped sea nettle قنديل البحر الأرجواني المخطط